# 小和田顯
小和田 顯（おわだ あきら、1926年〈大正15年〉4月26日 - 2008年〈平成20年〉10月）は日本の漢文学者。専修大学教授。

## 経歴
出生から修学期
1926年、新潟県にて教員小和田毅夫・静夫妻の長男として生まれた。1932年、旧制六日町中学を卒業。1948年、旧制新潟高等学校を卒業。東京大学文学部中国哲学科に入学し、1958年に卒業し、同大学大学院に進んだ。1963年、同大学院人文科学研究科博士課程を満期退学。
東洋学研究者として
1966年10月にロンドン大学アジア・アフリカ研究所(SOAS)に渡って助教授待遇で勤務。1967年4月からはロンドン日本語学校校長を兼務した。1970年に日本へ帰国した後は旺文社などの出版社で漢和辞典の編者、編集主幹、編集委員等を務めた。1981年、専修大学文学部助教授となり、国文学科で教鞭を執った。1990年に教授昇進。1997年に専修大学を定年退職した。

## 家族・親族
- 弟：小和田恆は元外務省事務次官[3]。皇后雅子の伯父にあたる[3]。
- 小和田氏

## 著作
共編著
- 『小学教科書漢字辞典』旺文社 1982
- 『高校基礎漢和辞典』旺文社 1984
- 『福武漢和辞典』石川忠久・遠藤哲夫共編、福武書店 1990
- 『早引きワープロ漢字辞典』監修、旺文社 1993年
- 『旺文社漢字典』伊東倫厚・大島晃・遠藤哲夫・宇野茂彦共編、旺文社 1999
- 『旺文社標準漢和辞典 第5版』遠藤哲夫共監修、旺文社 2001

## 参考
- 「小和田顕教授履歴・業績」『専修人文論集』60号 専修大学学会 1997年, 199-202頁.
- 『小和田家の歴史：雅子妃殿下のご実家』川口素生著、新人物往来社 2001年, 76-80頁.